# Christiane Herzog
Pour les articles homonymes, voir Herzog.
Cet article concerne une Première dame allemande. Pour la judokate française, voir Christiane Herzog (judo).
Christiane Krauss épouse Herzog, née le 26 octobre 1936 à Munich et décédée le 19 juin 2000 dans la même ville, est une personnalité féminine allemande, septième Première dame d'Allemagne entre 1994 et 1999.

## Biographie
Christiane Krauss est la fille d'un pasteur protestant, Paul Krauss. Elle étudie afin de devenir enseignante. Elle épouse Roman Herzog en 1958. Le couple a deux fils (nés en 1959 et 1964). Son époux avait réalisé, avant d'être élu président, une longue carrière de juriste, de professeur d'universités, de juge, d'homme politique et de président de la Cour constitutionnelle fédérale d'Allemagne de 1987 à 1994. La famille vit alors dans différentes villes, dont Munich, Berlin-Ouest, Heidelberg, Bonn, Stuttgart et Karlsruhe.
De 1985 à 1993, elle est vice-présidente de la Christliches Jugenddorfwerk Deutschlands, une institution chrétienne pour la jeunesse. Pendant le mandat présidentiel de son mari, elle préside la branche allemande de l'UNICEF et la Müttergenesungswerk, et s'engage dans plusieurs activités de bienfaisance. Elle a également fait venir les équipes de télévision de l'émission Zu Gast bei Christiane Herzog, dans la résidence présidentielle, le château de Bellevue, dans le but de faire découvrir aux Allemands les appartements privés du couple présidentiel.
Christiane et Roman Herzog sont membres de l'Église protestante en Allemagne.

## Postérité
La « Fondation Christiane Herzog pour la mucoviscidose » est nommée en son honneur.

## Sources
- (en) Cet article est partiellement ou en totalité issu de l’article de Wikipédia en anglais intitulé « Christiane Herzog » (voir la liste des auteurs).

- Ressource relative à l'audiovisuel :   - IMDb
- Notices dans des dictionnaires ou encyclopédies généralistes :   - Deutsche Biographie
  - Munzinger
- Notices d'autorité :   - VIAF
  - ISNI
  - LCCN
  - GND
  - WorldCat